# 新房子镇
新房子镇，是中华人民共和国吉林省白山市长白朝鲜族自治县下辖的一个乡镇级行政单位。

## 行政区划
新房子镇下辖以下地区：
新房子社区、新房子村、老人沟村、佳在水村、虎洞沟村、大顶子村、水库村和景秀村。